# 庫什納連科沃區

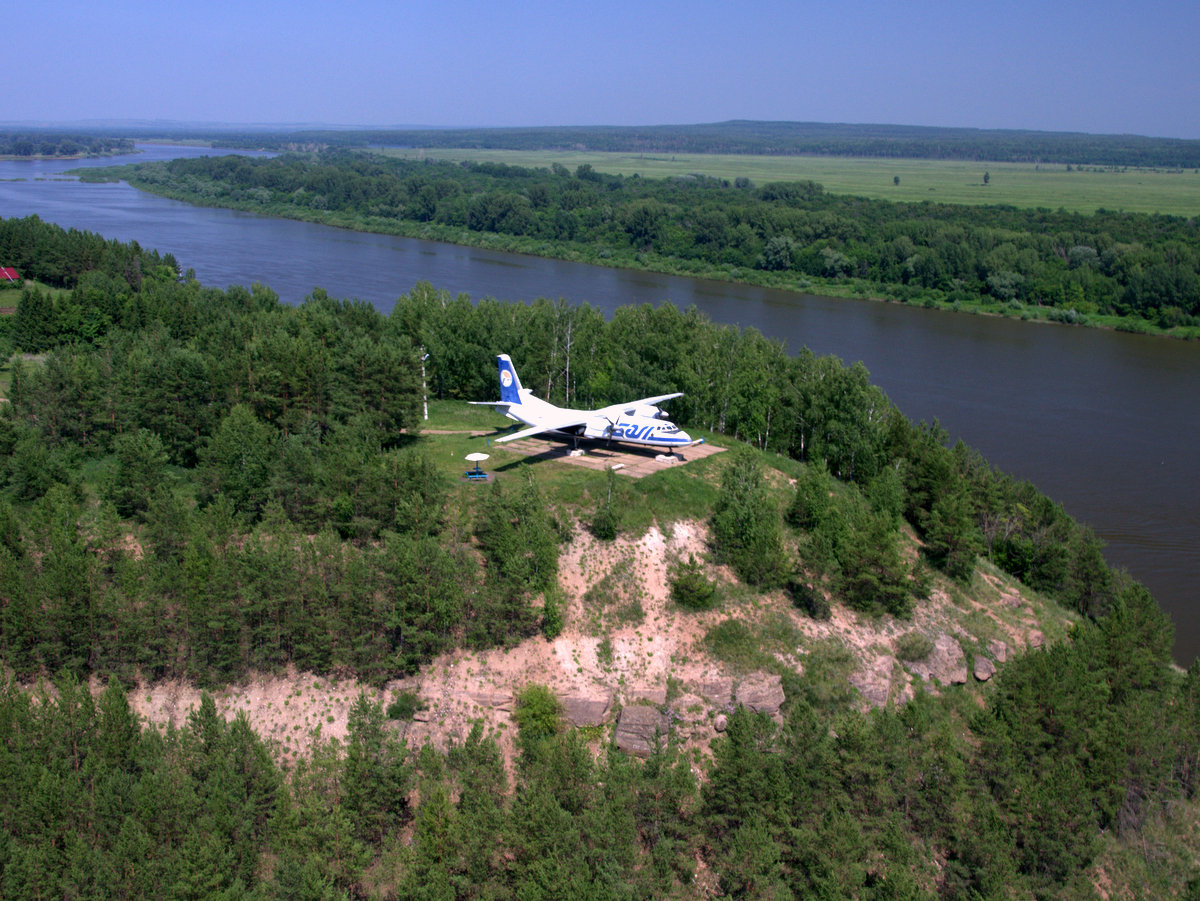

55°06′N 55°21′E / 55.100°N 55.350°E
庫什納連科沃區（俄语：Кушнаренковский район），是俄羅斯的一個區，位於該國西南部，由巴什科爾托斯坦共和國負責管轄，始建於1930年，面積1,718平方公里，2010年人口27,491，人口密度每平方公里16人。